# پاکری
پاکری نوعی پاستا به شکل لوله‌ای بسیار بزرگ است که از منطقه کامپانیا در ایتالیا منشأ گرفته است. این پاستا معمولاً صاف است، اما نسخه‌ای با خط‌های برجسته به نام پاکری میلرگه نیز وجود دارد. نام آن از واژه ناپلی پاکاریا به معنای 'سیلی' گرفته شده است، با پسوند تحقیرآمیز -رو برای اشاره به چیزی عادی است. این نام به صدای سیلی که ممکن است هنگام خوردن ایجاد کند نسبت داده شده است. پاکری‌ها می‌توانند به صورت پر شده سرو شوند.

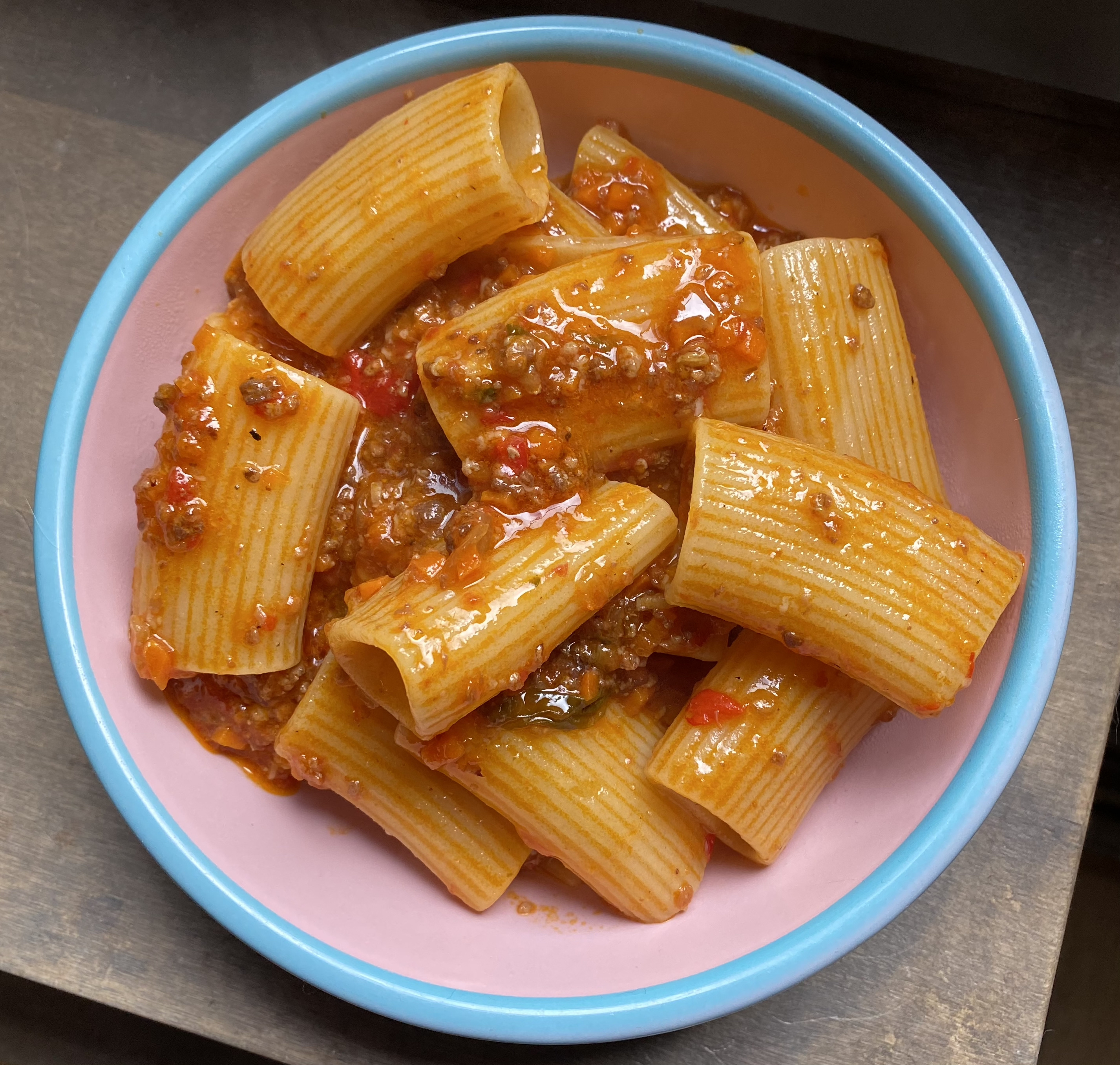
پاچری با گوشت خوک راگو